# 贝尔林戈
贝尔林戈（義大利語：Berlingo），是意大利布雷西亚省的一个市镇。总面积4平方公里，人口2540人，人口密度635.0人/平方公里（2009年）。国家统计（ISTAT）代码为017015。